# Journey (tentoonstelling)
The Journey is een tentoonstelling over mensenhandel. Via een reeks van zeven gekoppelde zeecontainers worden de ervaringen van vrouwen verbeeld die gedwongen zijn te werken in de seksindustrie.
De individuele containers zijn ontworpen door kunstenaars als Anish Kapoor, Sandy Powell en Michael Howells. Het project wordt gesteund door actrice Emma Thompson en activist Sam Roddick (dochter van wijlen The Body Shop-oprichtster Anita Roddick).
The Journey is opgericht om het werk van de Engelse Helen Bamber Foundation extra aandacht te geven. De Foundation is opgericht door de psychotherapeut Helen Bamber en biedt therapeutische behandeling aan mensen die getraumatiseerd zijn door geweld en misbruik.

## Tentoonstellingen
- 2007 - 23 t/m 30 september: Londen, Trafalgar Square[3]
- 2008 - 13 t/m 16 februari: Wenen, Heldenplatz
- 2009 - 10 t/m 16 november: New York, Washington Square Park
- 2009 - 11 t/m 15 december: Madrid, Paseo de Coches del Parque del Retiro
- 2010 - 14 t/m 24 oktober: Den Haag, Plein